# Peter Thoben
Peter Thoben (Nijmegen, 1951) is een Nederlands conservator en auteur op het gebied van kunst en cultuurhistorie.

## Leven en werk
Thoben studeerde kunstgeschiedenis en archeologie aan de Katholieke Universiteit Nijmegen, waar hij in 1980 afstudeerde. Van 1981 tot 2010 was hij directeur-conservator van Museum Kempenland in Eindhoven. In 2012 werd hij onbezoldigd conservator bij het Andreas Schotel Museum in Esbeek. Thoben is redacteur van De historische en eigentijdse encyclopedie van Eindhoven en was betrokken bij de opstelling van de Canon van Eindhoven. Hij verbond zich als bestuurslid aan onder meer de Monumentencommissie gemeente Eindhoven en de Heemkundige Studiekring Kempenland Eindhoven.

## Enkele publicaties
- Hans van der Grinten en Peter Thoben (1978) Beelden in Nijmegen. Nijmegen: Dekker & Van de Vegt. ISBN 90-255-9862-5
- Peter Thoben (1983) Kunstschilder / beeldhouwer Theo van Delft, 1883-1967. Waalwijk: Gemeente Waalwijk.
- Peter Thoben (1988) Wim van de Plas - gedreven vakmanschap. ISBN 9072478010
- Peter Thoben (1992) Harrie Pardoel : Een verteller in kleuren. Eindhoven: Museum Kempenland. ISBN 9072478142
- Peter Thoben (1994) Gerard van Iersel : monumentaal en vrij werk. Eindhoven: Museum Kempenland. ISBN 9072478290
- Peter Thoben (1995) Frans Clement: Uitgelichte realiteit. Eindhoven: Museum Kempenland. ISBN 9789072478368
- Peter Thoben (1995) Beeldhouwers in Roermond. Roermond: Stedelijk Museum Roermond. ISBN 90-74154-07-7.
- Peter Thoben (1999) Peter van den Braken 1896-1979 : rasschilder & globetrotter. Eindhoven: Museum Kempenland.
- Peter Thoben (1999) Joep Coppens. Eindhoven: Museum Kempenland. ISBN 90-72478-54-1
- Peter Thoben (2000) Toon Slegers : Expressieve poëzie in de ruimte Eindhoven: Museum Kempenland. ISBN 9072478584
- Peter Thoben (2001) Hans van Eerd : Beelden met een verhaal. Eindhoven: Museum Kempenland. ISBN 90-72478-66-5
- Jenneke Lambert en Peter Thoben (2001) Beeldenboek Eindhoven. Eindhoven: gemeente Eindhoven / Museum Kempenland. ISBN 90-711-57-16-4
- Peter Thoben (2007) De fantastische wereld van Léon Verburgt. Eindhoven: Museum Kempenland. ISBN 90-72478-90-8
- Jos Brouwer, Chris Manders, Rob Schoonen, Peter Thoben en Peter van Vlerken (2013) Hugo Brouwer. Eindhoven: [Z]OO producties. ISBN 978-90-74009-94-2
- Peter Thoben en René Erven (2018) Trotse burgers, Cuypers en de Sint-Catharinakerk. Eindhoven : [Z]OO producties. ISBN 978-94-92172-18-1